# Lista över fotbollsövergångar i EFL Championship säsongen 2019/2020
Detta är en Lista över fotbollsövergångar i EFL Championship säsongen 2019/2020.

## EFL Championship

### Barnsley

#### Sommarövergångar 2019
| Nr | Land      | Pos | Namn                                                           |
| -- | --------- | --- | -------------------------------------------------------------- |
|    | Tyskland  | MF  | Mike-Steven Bähre (från Hannover 96)                           |
|    | England   | MF  | Luke Thomas (från Derby County)                                |
|    | England   | MV  | Bradley Collins (från Chelsea)                                 |
|    | Danmark   | F   | Mads Juel Andersen (från Horsens)                              |
|    | Österrike | MV  | Samuel Radlinger (från Hannover 96)                            |
|    | England   | F   | Toby Sibbick (från Wimbledon)                                  |
|    | Finland   | F   | Aapo Halme (från Leeds United)                                 |
|    | Spanien   | F   | Bambo Diaby (från Lokeren)                                     |
|    | England   | A   | Mallik Wilks (från Leeds United)                               |
|    | England   | A   | Conor Chaplin (från Coventry City)                             |
|    | England   | MF  | Dylan Mottley-Henry (Återvänder efter lån från Harrogate Town) |
|    | England   | A   | George Miller (Återvänder efter lån från Bradford City)        |

| Nr | Land      | Pos | Namn                                                           |
| -- | --------- | --- | -------------------------------------------------------------- |
|    | Tyskland  | MF  | Mike-Steven Bähre (från Hannover 96)                           |
|    | England   | MF  | Luke Thomas (från Derby County)                                |
|    | England   | MV  | Bradley Collins (från Chelsea)                                 |
|    | Danmark   | F   | Mads Juel Andersen (från Horsens)                              |
|    | Österrike | MV  | Samuel Radlinger (från Hannover 96)                            |
|    | England   | F   | Toby Sibbick (från Wimbledon)                                  |
|    | Finland   | F   | Aapo Halme (från Leeds United)                                 |
|    | Spanien   | F   | Bambo Diaby (från Lokeren)                                     |
|    | England   | A   | Mallik Wilks (från Leeds United)                               |
|    | England   | A   | Conor Chaplin (från Coventry City)                             |
|    | England   | MF  | Dylan Mottley-Henry (Återvänder efter lån från Harrogate Town) |
|    | England   | A   | George Miller (Återvänder efter lån från Bradford City)        |

| Nr | Land      | Pos | Namn                                           |
| -- | --------- | --- | ---------------------------------------------- |
| 18 | England   | F   | Adam Jackson (till Hibernian)                  |
| 3  | England   | F   | Ezekiel Fryers (till Swindon Town)             |
| -  | Wales     | MF  | Lloyd Isgrove (till Swindon Town)              |
| 7  | Wales     | MF  | Ryan Hedges (till Aberdeen)                    |
| 1  | Wales     | MV  | Adam Davies (till Stoke City)                  |
| 6  | Skottland | F   | Liam Lindsay (till Stoke City)                 |
| 5  | England   | F   | Ethan Pinnock (till Brentford)                 |
| 29 | England   | A   | Victor Adeboyejo (Utlånad till Bristol Rovers) |

| Nr | Land      | Pos | Namn                                           |
| -- | --------- | --- | ---------------------------------------------- |
| 18 | England   | F   | Adam Jackson (till Hibernian)                  |
| 3  | England   | F   | Ezekiel Fryers (till Swindon Town)             |
| -  | Wales     | MF  | Lloyd Isgrove (till Swindon Town)              |
| 7  | Wales     | MF  | Ryan Hedges (till Aberdeen)                    |
| 1  | Wales     | MV  | Adam Davies (till Stoke City)                  |
| 6  | Skottland | F   | Liam Lindsay (till Stoke City)                 |
| 5  | England   | F   | Ethan Pinnock (till Brentford)                 |
| 29 | England   | A   | Victor Adeboyejo (Utlånad till Bristol Rovers) |

#### Vinterövergångar 2020
| Nr | Land | Pos | Namn |
| -- | ---- | --- | ---- |

| Nr | Land | Pos | Namn |
| -- | ---- | --- | ---- |

| Nr | Land | Pos | Namn |
| -- | ---- | --- | ---- |

| Nr | Land | Pos | Namn |
| -- | ---- | --- | ---- |

### Birmingham City

#### Sommarövergångar 2019
| Nr | Land     | Pos | Namn                                                          |
| -- | -------- | --- | ------------------------------------------------------------- |
|    | England  | MF  | Gary Gardner (från Aston Villa)                               |
|    | England  | MF  | Dan Crowley (från Willem II)                                  |
|    | England  | F   | Jake Clarke-Salter (Inlånad från Chelsea)                     |
|    | Kroatien | MF  | Ivan Šunjić (från Dinamo Zagreb)                              |
|    | Spanien  | MF  | Iván Guzmán (från Olot)                                       |
|    | Spanien  | MF  | Agus Medina (från Cornellà)                                   |
|    | Spanien  | MV  | Moha Ramos (Inlånad från Real Madrid)                         |
|    | Mali     | F   | Cheick Keita (Återvänder efter lån från Eupen)                |
|    | England  | F   | Jonathan Grounds (Återvänder efter lån från Bolton Wanderers) |

| Nr | Land     | Pos | Namn                                                          |
| -- | -------- | --- | ------------------------------------------------------------- |
|    | England  | MF  | Gary Gardner (från Aston Villa)                               |
|    | England  | MF  | Dan Crowley (från Willem II)                                  |
|    | England  | F   | Jake Clarke-Salter (Inlånad från Chelsea)                     |
|    | Kroatien | MF  | Ivan Šunjić (från Dinamo Zagreb)                              |
|    | Spanien  | MF  | Iván Guzmán (från Olot)                                       |
|    | Spanien  | MF  | Agus Medina (från Cornellà)                                   |
|    | Spanien  | MV  | Moha Ramos (Inlånad från Real Madrid)                         |
|    | Mali     | F   | Cheick Keita (Återvänder efter lån från Eupen)                |
|    | England  | F   | Jonathan Grounds (Återvänder efter lån från Bolton Wanderers) |

| Nr | Land           | Pos | Namn                                                   |
| -- | -------------- | --- | ------------------------------------------------------ |
| 17 | Senegal        | MF  | Cheikh Ndoye (Klubb ej klar)                           |
| -  | Skottland      | A   | Greg Stewart (till Rangers)                            |
| 29 | Polen          | MV  | Tomasz Kuszczak (Klubb ej klar)                        |
| 27 | Spanien        | MF  | Jota (till Aston Villa)                                |
| 49 | Kongo-Kinshasa | MF  | Beryly Lubala (till Crawley Town)                      |
| 9  | England        | A   | Che Adams (till Southampton)                           |
| 22 | England        | MF  | Viv Solomon-Otabor (till CSKA Sofia)                   |
| 28 | England        | F   | Michael Morrison (till Reading)                        |
| -  | Spanien        | MF  | Iván Guzmán (Utlånad till Cornellà)                    |
| 7  | England        | MF  | Connor Mahoney (Återvänder efter lån till Bournemouth) |

| Nr | Land           | Pos | Namn                                                   |
| -- | -------------- | --- | ------------------------------------------------------ |
| 17 | Senegal        | MF  | Cheikh Ndoye (Klubb ej klar)                           |
| -  | Skottland      | A   | Greg Stewart (till Rangers)                            |
| 29 | Polen          | MV  | Tomasz Kuszczak (Klubb ej klar)                        |
| 27 | Spanien        | MF  | Jota (till Aston Villa)                                |
| 49 | Kongo-Kinshasa | MF  | Beryly Lubala (till Crawley Town)                      |
| 9  | England        | A   | Che Adams (till Southampton)                           |
| 22 | England        | MF  | Viv Solomon-Otabor (till CSKA Sofia)                   |
| 28 | England        | F   | Michael Morrison (till Reading)                        |
| -  | Spanien        | MF  | Iván Guzmán (Utlånad till Cornellà)                    |
| 7  | England        | MF  | Connor Mahoney (Återvänder efter lån till Bournemouth) |

#### Vinterövergångar 2020
| Nr | Land | Pos | Namn |
| -- | ---- | --- | ---- |

| Nr | Land | Pos | Namn |
| -- | ---- | --- | ---- |

| Nr | Land | Pos | Namn |
| -- | ---- | --- | ---- |

| Nr | Land | Pos | Namn |
| -- | ---- | --- | ---- |

### Blackburn Rovers

#### Sommarövergångar 2019
| Nr | Land       | Pos | Namn                                                   |
| -- | ---------- | --- | ------------------------------------------------------ |
|    | England    | MF  | Stewart Downing (från Middlesbrough)                   |
|    | England    | MF  | Bradley Johnson (från Derby County)                    |
|    | England    | MF  | Tom White (från Gateshead)                             |
|    | England    | A   | Sam Gallagher (från Southampton)                       |
|    | England    | MV  | Christian Walton (Inlånad från Brighton & Hove Albion) |
|    | England    | F   | Tosin Adarabioyo (Inlånad från Manchester City)        |
|    | Nordirland | MF  | Brad Lyons (Återvänder efter lån från St. Mirren)      |
|    | England    | F   | Sam Hart (Återvänder efter lån från Southend United)   |

| Nr | Land       | Pos | Namn                                                   |
| -- | ---------- | --- | ------------------------------------------------------ |
|    | England    | MF  | Stewart Downing (från Middlesbrough)                   |
|    | England    | MF  | Bradley Johnson (från Derby County)                    |
|    | England    | MF  | Tom White (från Gateshead)                             |
|    | England    | A   | Sam Gallagher (från Southampton)                       |
|    | England    | MV  | Christian Walton (Inlånad från Brighton & Hove Albion) |
|    | England    | F   | Tosin Adarabioyo (Inlånad från Manchester City)        |
|    | Nordirland | MF  | Brad Lyons (Återvänder efter lån från St. Mirren)      |
|    | England    | F   | Sam Hart (Återvänder efter lån från Southend United)   |

| Nr | Land      | Pos | Namn                                                  |
| -- | --------- | --- | ----------------------------------------------------- |
| 25 | England   | F   | Paul Downing (till Portsmouth)                        |
| 32 | Skottland | MF  | Craig Conway (Klubb ej klar)                          |
| 22 | England   | MF  | Ben Gladwin (Klubb ej klar)                           |
| 5  | England   | MF  | Jack Rodwell (Klubb ej klar)                          |
| 1  | Spanien   | MV  | David Raya (till Brentford)                           |
| 34 | England   | F   | Scott Wharton (Utlånad till Northampton Town)         |
| 4  | England   | MF  | Harrison Reed (Återvänder efter lån till Southampton) |

| Nr | Land      | Pos | Namn                                                  |
| -- | --------- | --- | ----------------------------------------------------- |
| 25 | England   | F   | Paul Downing (till Portsmouth)                        |
| 32 | Skottland | MF  | Craig Conway (Klubb ej klar)                          |
| 22 | England   | MF  | Ben Gladwin (Klubb ej klar)                           |
| 5  | England   | MF  | Jack Rodwell (Klubb ej klar)                          |
| 1  | Spanien   | MV  | David Raya (till Brentford)                           |
| 34 | England   | F   | Scott Wharton (Utlånad till Northampton Town)         |
| 4  | England   | MF  | Harrison Reed (Återvänder efter lån till Southampton) |

#### Vinterövergångar 2020
| Nr | Land | Pos | Namn |
| -- | ---- | --- | ---- |

| Nr | Land | Pos | Namn |
| -- | ---- | --- | ---- |

| Nr | Land | Pos | Namn |
| -- | ---- | --- | ---- |

| Nr | Land | Pos | Namn |
| -- | ---- | --- | ---- |

### Brentford

#### Sommarövergångar 2019
| Nr | Land    | Pos | Namn                                                   |
| -- | ------- | --- | ------------------------------------------------------ |
|    | Danmark | MF  | Christian Nörgaard (från Fiorentina)                   |
|    | England | F   | Ethan Pinnock (från Barnsley)                          |
|    | Spanien | MV  | David Raya (från Blackburn Rovers)                     |
|    | Sverige | F   | Pontus Jansson (från Leeds United)                     |
|    | Danmark | MF  | Mathias Jensen (från Celta Vigo)                       |
|    | Ecuador | MF  | Joel Valencia (från Piast Gliwice)                     |
|    | England | F   | Josh Clarke (Återvänder efter lån från Burton Albion)  |
|    | Danmark | A   | Justin Shaibu (Återvänder efter lån från Boreham Wood) |

| Nr | Land    | Pos | Namn                                                   |
| -- | ------- | --- | ------------------------------------------------------ |
|    | Danmark | MF  | Christian Nörgaard (från Fiorentina)                   |
|    | England | F   | Ethan Pinnock (från Barnsley)                          |
|    | Spanien | MV  | David Raya (från Blackburn Rovers)                     |
|    | Sverige | F   | Pontus Jansson (från Leeds United)                     |
|    | Danmark | MF  | Mathias Jensen (från Celta Vigo)                       |
|    | Ecuador | MF  | Joel Valencia (från Piast Gliwice)                     |
|    | England | F   | Josh Clarke (Återvänder efter lån från Burton Albion)  |
|    | Danmark | A   | Justin Shaibu (Återvänder efter lån från Boreham Wood) |

| Nr | Land                  | Pos | Namn                                          |
| -- | --------------------- | --- | --------------------------------------------- |
| 16 | Irland                | MV  | Jack Bonham (till Gillingham)                 |
| 10 | England               | MF  | Josh McEachran (Klubb ej klar)                |
| 4  | Skottland             | MF  | Lewis MacLeod (till Wigan Athletic)           |
| 2  | England               | F   | Moses Odubajo (till Sheffield Wednesday)      |
| 29 | Frankrike             | F   | Yoann Barbet (till Queens Park Rangers)       |
| 1  | England               | MV  | Daniel Bentley (till Bristol City)            |
| 26 | England               | F   | Ezri Konsa (till Aston Villa)                 |
| 19 | Saint Kitts och Nevis | MF  | Romaine Sawyers (till West Bromwich Albion)   |
| 35 | Irland                | F   | Canice Carroll (Utlånad till Carlisle United) |

| Nr | Land                  | Pos | Namn                                          |
| -- | --------------------- | --- | --------------------------------------------- |
| 16 | Irland                | MV  | Jack Bonham (till Gillingham)                 |
| 10 | England               | MF  | Josh McEachran (Klubb ej klar)                |
| 4  | Skottland             | MF  | Lewis MacLeod (till Wigan Athletic)           |
| 2  | England               | F   | Moses Odubajo (till Sheffield Wednesday)      |
| 29 | Frankrike             | F   | Yoann Barbet (till Queens Park Rangers)       |
| 1  | England               | MV  | Daniel Bentley (till Bristol City)            |
| 26 | England               | F   | Ezri Konsa (till Aston Villa)                 |
| 19 | Saint Kitts och Nevis | MF  | Romaine Sawyers (till West Bromwich Albion)   |
| 35 | Irland                | F   | Canice Carroll (Utlånad till Carlisle United) |

#### Vinterövergångar 2020
| Nr | Land | Pos | Namn |
| -- | ---- | --- | ---- |

| Nr | Land | Pos | Namn |
| -- | ---- | --- | ---- |

| Nr | Land | Pos | Namn |
| -- | ---- | --- | ---- |

| Nr | Land | Pos | Namn |
| -- | ---- | --- | ---- |

### Bristol City

#### Sommarövergångar 2019
| Nr | Land     | Pos | Namn                                                       |
| -- | -------- | --- | ---------------------------------------------------------- |
|    | England  | F   | Robbie Cundy (från Bath City)                              |
|    | England  | F   | Jay Dasilva (från Chelsea)                                 |
|    | England  | MF  | Sammie Szmodics (från Colchester United)                   |
|    | England  | MV  | Daniel Bentley (från Brentford)                            |
|    | Tjeckien | F   | Tomáš Kalas (från Chelsea)                                 |
|    | England  | MF  | Tommy Rowe (från Doncaster Rovers)                         |
|    | Irland   | MV  | Rene Gilmartin (från Colchester United)                    |
|    | England  | MF  | Kasey Palmer (från Chelsea)                                |
|    | England  | F   | Taylor Moore (Återvänder efter lån från Southend United)   |
|    | England  | MF  | Tyreeq Bakinson (Återvänder efter lån från Newport County) |
|    | England  | F   | Zak Vyner (Återvänder efter lån från Rotherham United)     |

| Nr | Land     | Pos | Namn                                                       |
| -- | -------- | --- | ---------------------------------------------------------- |
|    | England  | F   | Robbie Cundy (från Bath City)                              |
|    | England  | F   | Jay Dasilva (från Chelsea)                                 |
|    | England  | MF  | Sammie Szmodics (från Colchester United)                   |
|    | England  | MV  | Daniel Bentley (från Brentford)                            |
|    | Tjeckien | F   | Tomáš Kalas (från Chelsea)                                 |
|    | England  | MF  | Tommy Rowe (från Doncaster Rovers)                         |
|    | Irland   | MV  | Rene Gilmartin (från Colchester United)                    |
|    | England  | MF  | Kasey Palmer (från Chelsea)                                |
|    | England  | F   | Taylor Moore (Återvänder efter lån från Southend United)   |
|    | England  | MF  | Tyreeq Bakinson (Återvänder efter lån från Newport County) |
|    | England  | F   | Zak Vyner (Återvänder efter lån från Rotherham United)     |

| Nr | Land        | Pos | Namn                                       |
| -- | ----------- | --- | ------------------------------------------ |
| 2  | Italien     | F   | Eros Pisano (Klubb ej klar)                |
| 1  | England     | MV  | Frank Fielding (till Millwall)             |
| 34 | Nya Zeeland | MV  | Stefan Marinovic (till Wellington Phoenix) |
| 17 | England     | F   | Lloyd Kelly (till Bournemouth)             |
| 40 | Sudan       | A   | Mohamed Eisa (till Peterborough United)    |
| 24 | England     | MV  | Max O'Leary (Utlånad till Shrewsbury Town) |
| -  | England     | F   | Robbie Cundy (Utlånad till Exeter City)    |
| 28 | Wales       | MF  | Joe Morrell (Utlånad till Lincoln City)    |
| -  | Nordirland  | A   | Rory Holden (Utlånad till Walsall)         |

| Nr | Land        | Pos | Namn                                       |
| -- | ----------- | --- | ------------------------------------------ |
| 2  | Italien     | F   | Eros Pisano (Klubb ej klar)                |
| 1  | England     | MV  | Frank Fielding (till Millwall)             |
| 34 | Nya Zeeland | MV  | Stefan Marinovic (till Wellington Phoenix) |
| 17 | England     | F   | Lloyd Kelly (till Bournemouth)             |
| 40 | Sudan       | A   | Mohamed Eisa (till Peterborough United)    |
| 24 | England     | MV  | Max O'Leary (Utlånad till Shrewsbury Town) |
| -  | England     | F   | Robbie Cundy (Utlånad till Exeter City)    |
| 28 | Wales       | MF  | Joe Morrell (Utlånad till Lincoln City)    |
| -  | Nordirland  | A   | Rory Holden (Utlånad till Walsall)         |

#### Vinterövergångar 2020
| Nr | Land | Pos | Namn |
| -- | ---- | --- | ---- |

| Nr | Land | Pos | Namn |
| -- | ---- | --- | ---- |

| Nr | Land | Pos | Namn |
| -- | ---- | --- | ---- |

| Nr | Land | Pos | Namn |
| -- | ---- | --- | ---- |

### Cardiff City

#### Sommarövergångar 2019
| Nr | Land       | Pos | Namn                                                       |
| -- | ---------- | --- | ---------------------------------------------------------- |
|    | Wales      | MF  | Will Vaulks (från Rotherham United)                        |
|    | England    | F   | Curtis Nelson (från Oxford United)                         |
|    | England    | MV  | Joe Day (från Newport County)                              |
|    | England    | F   | Aden Flint (från Middlesbrough)                            |
|    | Nordirland | MF  | Gavin Whyte (från Oxford United)                           |
|    | Tyskland   | A   | Robert Glatzel (från Heidenheim)                           |
|    | England    | A   | Gary Madine (Återvänder efter lån från Sheffield United)   |
|    | England    | A   | Lee Tomlin (Återvänder efter lån från Peterborough United) |
|    | England    | A   | Omar Bogle (Återvänder efter lån från Portsmouth)          |

| Nr | Land       | Pos | Namn                                                       |
| -- | ---------- | --- | ---------------------------------------------------------- |
|    | Wales      | MF  | Will Vaulks (från Rotherham United)                        |
|    | England    | F   | Curtis Nelson (från Oxford United)                         |
|    | England    | MV  | Joe Day (från Newport County)                              |
|    | England    | F   | Aden Flint (från Middlesbrough)                            |
|    | Nordirland | MF  | Gavin Whyte (från Oxford United)                           |
|    | Tyskland   | A   | Robert Glatzel (från Heidenheim)                           |
|    | England    | A   | Gary Madine (Återvänder efter lån från Sheffield United)   |
|    | England    | A   | Lee Tomlin (Återvänder efter lån från Peterborough United) |
|    | England    | A   | Omar Bogle (Återvänder efter lån från Portsmouth)          |

| Nr | Land      | Pos | Namn                                                   |
| -- | --------- | --- | ------------------------------------------------------ |
| 17 | Island    | MF  | Aron Gunnarsson (till Al Arabi)                        |
| 28 | Irland    | MV  | Brian Murphy (Klubb ej klar)                           |
| 23 | England   | MF  | Kadeem Harris (till Sheffield Wednesday)               |
| -  | England   | MV  | Stuart O'Keefe (till Gillingham)                       |
| -  | Skottland | A   | Jack McKay (till Chesterfield)                         |
| 32 | England   | A   | Rhys Healey (till Milton Keynes Dons)                  |
| 10 | Danmark   | A   | Kenneth Zohore (till West Bromwich Albion)             |
| 5  | Gabon     | F   | Bruno Ecuele Manga (till Dijon)                        |
| 7  | Irland    | MF  | Harry Arter (Återvänder efter lån till Bournemouth)    |
| 29 | Senegal   | A   | Oumar Niasse (Återvänder efter lån från Everton)       |
| 21 | Spanien   | MF  | Víctor Camarasa (Återvänder efter lån från Real Betis) |

| Nr | Land      | Pos | Namn                                                   |
| -- | --------- | --- | ------------------------------------------------------ |
| 17 | Island    | MF  | Aron Gunnarsson (till Al Arabi)                        |
| 28 | Irland    | MV  | Brian Murphy (Klubb ej klar)                           |
| 23 | England   | MF  | Kadeem Harris (till Sheffield Wednesday)               |
| -  | England   | MV  | Stuart O'Keefe (till Gillingham)                       |
| -  | Skottland | A   | Jack McKay (till Chesterfield)                         |
| 32 | England   | A   | Rhys Healey (till Milton Keynes Dons)                  |
| 10 | Danmark   | A   | Kenneth Zohore (till West Bromwich Albion)             |
| 5  | Gabon     | F   | Bruno Ecuele Manga (till Dijon)                        |
| 7  | Irland    | MF  | Harry Arter (Återvänder efter lån till Bournemouth)    |
| 29 | Senegal   | A   | Oumar Niasse (Återvänder efter lån från Everton)       |
| 21 | Spanien   | MF  | Víctor Camarasa (Återvänder efter lån från Real Betis) |

#### Vinterövergångar 2020
| Nr | Land | Pos | Namn |
| -- | ---- | --- | ---- |

| Nr | Land | Pos | Namn |
| -- | ---- | --- | ---- |

| Nr | Land | Pos | Namn |
| -- | ---- | --- | ---- |

| Nr | Land | Pos | Namn |
| -- | ---- | --- | ---- |

### Charlton Athletic

#### Sommarövergångar 2019
| Nr | Land     | Pos | Namn                                   |
| -- | -------- | --- | -------------------------------------- |
|    | Zimbabwe | A   | Macauley Bonne (från Leyton Orient)    |
|    | England  | A   | Chuks Aneke (från Milton Keynes Dons)  |
|    | Wales    | F   | Tom Lockyer (från Bristol Rovers)      |
|    | England  | F   | Ben Purrington (från Rotherham United) |
|    | England  | MV  | Ben Amos (från Bolton Wanderers)       |
|    | England  | F   | Deji Oshilaja (från Wimbledon)         |

| Nr | Land     | Pos | Namn                                   |
| -- | -------- | --- | -------------------------------------- |
|    | Zimbabwe | A   | Macauley Bonne (från Leyton Orient)    |
|    | England  | A   | Chuks Aneke (från Milton Keynes Dons)  |
|    | Wales    | F   | Tom Lockyer (från Bristol Rovers)      |
|    | England  | F   | Ben Purrington (från Rotherham United) |
|    | England  | MV  | Ben Amos (från Bolton Wanderers)       |
|    | England  | F   | Deji Oshilaja (från Wimbledon)         |

| Nr | Land                | Pos | Namn                                                        |
| -- | ------------------- | --- | ----------------------------------------------------------- |
| 12 | Nordirland          | MF  | Ben Reeves (Klubb ej klar)                                  |
| 14 | Angola              | A   | Igor Vetokele (till Westerlo)                               |
| 10 | Antigua och Barbuda | A   | Josh Parker (Klubb ej klar)                                 |
| 7  | Jamaica             | MF  | Mark Marshall (till Gillingham)                             |
| -  | England             | A   | Nicky Ajose (till Exeter City)                              |
| 5  | Tyskland            | F   | Patrick Bauer (till Preston North End)                      |
| 17 | England             | MF  | Joe Aribo (till Rangers)                                    |
| 11 | England             | MF  | Tarique Fosu (till Oxford United)                           |
| 34 | England             | F   | Jamie Mascoll (till Wycombe Wanderers)                      |
| 22 | Wales               | MV  | Chris Maxwell (Återvänder efter lån till Preston North End) |
| 24 | Irland              | MF  | Josh Cullen (Återvänder efter lån till West Ham United)     |
| 4  | Polen               | F   | Krystian Bielik (Återvänder efter lån till Arsenal)         |

| Nr | Land                | Pos | Namn                                                        |
| -- | ------------------- | --- | ----------------------------------------------------------- |
| 12 | Nordirland          | MF  | Ben Reeves (Klubb ej klar)                                  |
| 14 | Angola              | A   | Igor Vetokele (till Westerlo)                               |
| 10 | Antigua och Barbuda | A   | Josh Parker (Klubb ej klar)                                 |
| 7  | Jamaica             | MF  | Mark Marshall (till Gillingham)                             |
| -  | England             | A   | Nicky Ajose (till Exeter City)                              |
| 5  | Tyskland            | F   | Patrick Bauer (till Preston North End)                      |
| 17 | England             | MF  | Joe Aribo (till Rangers)                                    |
| 11 | England             | MF  | Tarique Fosu (till Oxford United)                           |
| 34 | England             | F   | Jamie Mascoll (till Wycombe Wanderers)                      |
| 22 | Wales               | MV  | Chris Maxwell (Återvänder efter lån till Preston North End) |
| 24 | Irland              | MF  | Josh Cullen (Återvänder efter lån till West Ham United)     |
| 4  | Polen               | F   | Krystian Bielik (Återvänder efter lån till Arsenal)         |

#### Vinterövergångar 2020
| Nr | Land | Pos | Namn |
| -- | ---- | --- | ---- |

| Nr | Land | Pos | Namn |
| -- | ---- | --- | ---- |

| Nr | Land | Pos | Namn |
| -- | ---- | --- | ---- |

| Nr | Land | Pos | Namn |
| -- | ---- | --- | ---- |

### Derby County

#### Sommarövergångar 2019
| Nr | Land      | Pos | Namn                                                          |
| -- | --------- | --- | ------------------------------------------------------------- |
|    | Skottland | MF  | Graeme Shinnie (från Aberdeen)                                |
|    | England   | MF  | Kieran Dowell (Inlånad från Everton)                          |
|    | Skottland | A   | Chris Martin (Återvänder efter lån från Hull City)            |
|    | England   | MF  | George Thorne (Återvänder efter lån från Luton Town)          |
|    | England   | MV  | Jonathan Mitchell (Återvänder efter lån från Shrewsbury Town) |
|    | Skottland | A   | Kyle McAllister (Återvänder efter lån från St. Mirren)        |

| Nr | Land      | Pos | Namn                                                          |
| -- | --------- | --- | ------------------------------------------------------------- |
|    | Skottland | MF  | Graeme Shinnie (från Aberdeen)                                |
|    | England   | MF  | Kieran Dowell (Inlånad från Everton)                          |
|    | Skottland | A   | Chris Martin (Återvänder efter lån från Hull City)            |
|    | England   | MF  | George Thorne (Återvänder efter lån från Luton Town)          |
|    | England   | MV  | Jonathan Mitchell (Återvänder efter lån från Shrewsbury Town) |
|    | Skottland | A   | Kyle McAllister (Återvänder efter lån från St. Mirren)        |

| Nr | Land      | Pos | Namn                                                 |
| -- | --------- | --- | ---------------------------------------------------- |
| 16 | Irland    | F   | Alex Pearce (till Millwall)                          |
| 26 | England   | F   | Ashley Cole (Klubb ej klar)                          |
| 28 | England   | A   | David Nugent (till Preston North End)                |
| 12 | Nigeria   | F   | Efe Ambrose (Klubb ej klar)                          |
| 29 | Sverige   | F   | Marcus Olsson (Klubb ej klar)                        |
| 38 | England   | MF  | Luke Thomas (till Barnsley)                          |
| 4  | Skottland | MF  | Craig Bryson (till Aberdeen)                         |
| 15 | England   | MF  | Bradley Johnson (till Blackburn Rovers)              |
| 22 | England   | A   | Nick Blackman (till Maccabi Tel Aviv)                |
| 18 | England   | MF  | Jacob Butterfield (till Luton Town)                  |
| 24 | Wales     | MF  | Andy King (Återvänder efter lån till Leicester City) |
| 5  | England   | F   | Fikayo Tomori (Återvänder efter lån till Chelsea)    |
| 7  | Wales     | A   | Harry Wilson (Återvänder efter lån till Liverpool)   |
| 8  | England   | MF  | Mason Mount (Återvänder efter lån till Chelsea)      |

| Nr | Land      | Pos | Namn                                                 |
| -- | --------- | --- | ---------------------------------------------------- |
| 16 | Irland    | F   | Alex Pearce (till Millwall)                          |
| 26 | England   | F   | Ashley Cole (Klubb ej klar)                          |
| 28 | England   | A   | David Nugent (till Preston North End)                |
| 12 | Nigeria   | F   | Efe Ambrose (Klubb ej klar)                          |
| 29 | Sverige   | F   | Marcus Olsson (Klubb ej klar)                        |
| 38 | England   | MF  | Luke Thomas (till Barnsley)                          |
| 4  | Skottland | MF  | Craig Bryson (till Aberdeen)                         |
| 15 | England   | MF  | Bradley Johnson (till Blackburn Rovers)              |
| 22 | England   | A   | Nick Blackman (till Maccabi Tel Aviv)                |
| 18 | England   | MF  | Jacob Butterfield (till Luton Town)                  |
| 24 | Wales     | MF  | Andy King (Återvänder efter lån till Leicester City) |
| 5  | England   | F   | Fikayo Tomori (Återvänder efter lån till Chelsea)    |
| 7  | Wales     | A   | Harry Wilson (Återvänder efter lån till Liverpool)   |
| 8  | England   | MF  | Mason Mount (Återvänder efter lån till Chelsea)      |

#### Vinterövergångar 2020
| Nr | Land | Pos | Namn |
| -- | ---- | --- | ---- |

| Nr | Land | Pos | Namn |
| -- | ---- | --- | ---- |

| Nr | Land | Pos | Namn |
| -- | ---- | --- | ---- |

| Nr | Land | Pos | Namn |
| -- | ---- | --- | ---- |

### Fulham

#### Sommarövergångar 2019
| Nr | Land      | Pos | Namn                                                             |
| -- | --------- | --- | ---------------------------------------------------------------- |
|    | Portugal  | A   | Ivan Cavaleiro (Inlånad från Wolverhampton Wanderers)            |
|    | Frankrike | MF  | Anthony Knockaert (Inlånad från Brighton & Hove Albion)          |
|    | Frankrike | A   | Aboubakar Kamara (Återvänder efter lån från Yeni Malatyaspor)    |
|    | Portugal  | A   | Rui Fonte (Återvänder efter lån från Lille)                      |
|    | Norge     | MF  | Stefan Johansen (Återvänder efter lån från West Bromwich Albion) |

| Nr | Land      | Pos | Namn                                                             |
| -- | --------- | --- | ---------------------------------------------------------------- |
|    | Portugal  | A   | Ivan Cavaleiro (Inlånad från Wolverhampton Wanderers)            |
|    | Frankrike | MF  | Anthony Knockaert (Inlånad från Brighton & Hove Albion)          |
|    | Frankrike | A   | Aboubakar Kamara (Återvänder efter lån från Yeni Malatyaspor)    |
|    | Portugal  | A   | Rui Fonte (Återvänder efter lån från Lille)                      |
|    | Norge     | MF  | Stefan Johansen (Återvänder efter lån från West Bromwich Albion) |

| Nr | Land            | Pos | Namn                                                              |
| -- | --------------- | --- | ----------------------------------------------------------------- |
| 12 | Nederländerna   | A   | Ryan Babel (till Galatasaray)                                     |
| 30 | Serbien         | MF  | Lazar Marković (Klubb ej klar)                                    |
| 24 | Elfenbenskusten | MF  | Jean Michaël Seri (Utlånad till Galatasaray)                      |
| 29 | Kamerun         | MF  | André-Frank Zambo Anguissa (Utlånad till Villarreal)              |
| 14 | Tyskland        | A   | André Schürrle (Återvänder efter lån till Borussia Dortmund)      |
| 5  | England         | F   | Calum Chambers (Återvänder efter lån till Arsenal)                |
| 16 | Norge           | MF  | Håvard Nordtveit (Återvänder efter lån till Hoffenheim)           |
| 19 | Argentina       | A   | Luciano Vietto (Återvänder efter lån till Atlético Madrid)        |
| 25 | Spanien         | MV  | Sergio Rico (Återvänder efter lån till Sevilla)                   |
| 21 | Nederländerna   | F   | Timothy Fosu-Mensah (Återvänder efter lån till Manchester United) |

| Nr | Land            | Pos | Namn                                                              |
| -- | --------------- | --- | ----------------------------------------------------------------- |
| 12 | Nederländerna   | A   | Ryan Babel (till Galatasaray)                                     |
| 30 | Serbien         | MF  | Lazar Marković (Klubb ej klar)                                    |
| 24 | Elfenbenskusten | MF  | Jean Michaël Seri (Utlånad till Galatasaray)                      |
| 29 | Kamerun         | MF  | André-Frank Zambo Anguissa (Utlånad till Villarreal)              |
| 14 | Tyskland        | A   | André Schürrle (Återvänder efter lån till Borussia Dortmund)      |
| 5  | England         | F   | Calum Chambers (Återvänder efter lån till Arsenal)                |
| 16 | Norge           | MF  | Håvard Nordtveit (Återvänder efter lån till Hoffenheim)           |
| 19 | Argentina       | A   | Luciano Vietto (Återvänder efter lån till Atlético Madrid)        |
| 25 | Spanien         | MV  | Sergio Rico (Återvänder efter lån till Sevilla)                   |
| 21 | Nederländerna   | F   | Timothy Fosu-Mensah (Återvänder efter lån till Manchester United) |

#### Vinterövergångar 2020
| Nr | Land | Pos | Namn |
| -- | ---- | --- | ---- |

| Nr | Land | Pos | Namn |
| -- | ---- | --- | ---- |

| Nr | Land | Pos | Namn |
| -- | ---- | --- | ---- |

| Nr | Land | Pos | Namn |
| -- | ---- | --- | ---- |

### Huddersfield Town

#### Sommarövergångar 2019
| Nr | Land          | Pos | Namn                                                         |
| -- | ------------- | --- | ------------------------------------------------------------ |
|    | England       | F   | Tommy Elphick (från Aston Villa)                             |
|    | England       | MF  | Reece Brown (från Forest Green Rovers)                       |
|    | England       | A   | Josh Koroma (från Leyton Orient)                             |
|    | Tyskland      | A   | Collin Quaner (Återvänder efter lån från Ipswich Town)       |
|    | Nederländerna | A   | Rajiv van La Parra (Återvänder efter lån från Middlesbrough) |
|    | Egypten       | A   | Ramadan Sobhi (Återvänder efter lån från Al-Ahly)            |
|    | England       | MV  | Ryan Schofield (Återvänder efter lån från Notts County)      |

| Nr | Land          | Pos | Namn                                                         |
| -- | ------------- | --- | ------------------------------------------------------------ |
|    | England       | F   | Tommy Elphick (från Aston Villa)                             |
|    | England       | MF  | Reece Brown (från Forest Green Rovers)                       |
|    | England       | A   | Josh Koroma (från Leyton Orient)                             |
|    | Tyskland      | A   | Collin Quaner (Återvänder efter lån från Ipswich Town)       |
|    | Nederländerna | A   | Rajiv van La Parra (Återvänder efter lån från Middlesbrough) |
|    | Egypten       | A   | Ramadan Sobhi (Återvänder efter lån från Al-Ahly)            |
|    | England       | MV  | Ryan Schofield (Återvänder efter lån från Notts County)      |

| Nr | Land     | Pos | Namn                                                      |
| -- | -------- | --- | --------------------------------------------------------- |
| 1  | Danmark  | MV  | Jonas Lössl (till Everton)                                |
| 19 | USA      | MF  | Danny Williams (Klubb ej klar)                            |
| 37 | Tyskland | F   | Erik Durm (Klubb ej klar)                                 |
| -  | England  | MF  | Jack Payne (Klubb ej klar)                                |
| 20 | Belgien  | A   | Laurent Depoitre (Klubb ej klar)                          |
| 15 | Tyskland | F   | Chris Löwe (till Dynamo Dresden)                          |
| 18 | Belgien  | A   | Isaac Mbenza (Återvänder efter lån till Montpellier)      |
| 42 | England  | MF  | Jason Puncheon (Återvänder efter lån till Crystal Palace) |

| Nr | Land     | Pos | Namn                                                      |
| -- | -------- | --- | --------------------------------------------------------- |
| 1  | Danmark  | MV  | Jonas Lössl (till Everton)                                |
| 19 | USA      | MF  | Danny Williams (Klubb ej klar)                            |
| 37 | Tyskland | F   | Erik Durm (Klubb ej klar)                                 |
| -  | England  | MF  | Jack Payne (Klubb ej klar)                                |
| 20 | Belgien  | A   | Laurent Depoitre (Klubb ej klar)                          |
| 15 | Tyskland | F   | Chris Löwe (till Dynamo Dresden)                          |
| 18 | Belgien  | A   | Isaac Mbenza (Återvänder efter lån till Montpellier)      |
| 42 | England  | MF  | Jason Puncheon (Återvänder efter lån till Crystal Palace) |

#### Vinterövergångar 2020
| Nr | Land | Pos | Namn |
| -- | ---- | --- | ---- |

| Nr | Land | Pos | Namn |
| -- | ---- | --- | ---- |

| Nr | Land | Pos | Namn |
| -- | ---- | --- | ---- |

| Nr | Land | Pos | Namn |
| -- | ---- | --- | ---- |

### Hull City

#### Sommarövergångar 2019
| Nr | Land    | Pos | Namn                                                    |
| -- | ------- | --- | ------------------------------------------------------- |
|    | England | MV  | Matt Ingram (från Queens Park Rangers)                  |
|    | England | MV  | Will Mannion (Återvänder efter lån från Aldershot Town) |

| Nr | Land    | Pos | Namn                                                    |
| -- | ------- | --- | ------------------------------------------------------- |
|    | England | MV  | Matt Ingram (från Queens Park Rangers)                  |
|    | England | MV  | Will Mannion (Återvänder efter lån från Aldershot Town) |

| Nr | Land      | Pos | Namn                                                  |
| -- | --------- | --- | ----------------------------------------------------- |
| 26 | England   | F   | Adam Curry (Klubb ej klar)                            |
| 13 | England   | MV  | Callum Burton (till Cambridge United)                 |
| 7  | Brasilien | MF  | Evandro (Klubb ej klar)                               |
| 24 | England   | MF  | James Weir (Klubb ej klar)                            |
| 36 | England   | F   | Liam Ridgewell (Klubb ej klar)                        |
| 3  | Tjeckien  | F   | Ondrej Mazuch (Klubb ej klar)                         |
| 19 | England   | A   | Will Keane (Klubb ej klar)                            |
| 29 | Skottland | A   | Chris Martin (Återvänder efter lån till Derby County) |
| 8  | England   | MF  | Marc Pugh (Återvänder efter lån till Bournemouth)     |
| 17 | England   | F   | Todd Kane (Återvänder efter lån till Chelsea)         |

| Nr | Land      | Pos | Namn                                                  |
| -- | --------- | --- | ----------------------------------------------------- |
| 26 | England   | F   | Adam Curry (Klubb ej klar)                            |
| 13 | England   | MV  | Callum Burton (till Cambridge United)                 |
| 7  | Brasilien | MF  | Evandro (Klubb ej klar)                               |
| 24 | England   | MF  | James Weir (Klubb ej klar)                            |
| 36 | England   | F   | Liam Ridgewell (Klubb ej klar)                        |
| 3  | Tjeckien  | F   | Ondrej Mazuch (Klubb ej klar)                         |
| 19 | England   | A   | Will Keane (Klubb ej klar)                            |
| 29 | Skottland | A   | Chris Martin (Återvänder efter lån till Derby County) |
| 8  | England   | MF  | Marc Pugh (Återvänder efter lån till Bournemouth)     |
| 17 | England   | F   | Todd Kane (Återvänder efter lån till Chelsea)         |

#### Vinterövergångar 2020
| Nr | Land | Pos | Namn |
| -- | ---- | --- | ---- |

| Nr | Land | Pos | Namn |
| -- | ---- | --- | ---- |

| Nr | Land | Pos | Namn |
| -- | ---- | --- | ---- |

| Nr | Land | Pos | Namn |
| -- | ---- | --- | ---- |

### Leeds United

#### Sommarövergångar 2019
| Nr | Land          | Pos | Namn                                                         |
| -- | ------------- | --- | ------------------------------------------------------------ |
|    | Irland        | F   | Conor Shaughnessy (Återvänder efter lån från Hearts)         |
|    | Mali          | A   | Hadi Sacko (Återvänder efter lån från Ankaragücü)            |
|    | Belgien       | F   | Laurens De Bock (Återvänder efter lån från Oostende)         |
|    | England       | F   | Lewis Coyle (Återvänder efter lån från Fleetwood Town)       |
|    | Marocko       | MF  | Ouasim Bouy (Återvänder efter lån från Zwolle)               |
|    | Sverige       | A   | Pawel Cibicki (Återvänder efter lån från IF Elfsborg)        |
|    | England       | A   | Sam Dalby (Återvänder efter lån från Morecambe)              |
|    | Spanien       | MF  | Samuel Sáiz (Återvänder efter lån från Getafe)               |
|    | England       | F   | Tom Pearce (Återvänder efter lån från Scunthorpe United)     |
|    | England       | F   | Tyler Denton (Återvänder efter lån från Peterborough United) |
|    | Nederländerna | MF  | Vurnon Anita (Återvänder efter lån från Willem II)           |
|    | Japan         | MF  | Yosuke Ideguchi (Återvänder efter lån från Greuther Fürth)   |

| Nr | Land          | Pos | Namn                                                         |
| -- | ------------- | --- | ------------------------------------------------------------ |
|    | Irland        | F   | Conor Shaughnessy (Återvänder efter lån från Hearts)         |
|    | Mali          | A   | Hadi Sacko (Återvänder efter lån från Ankaragücü)            |
|    | Belgien       | F   | Laurens De Bock (Återvänder efter lån från Oostende)         |
|    | England       | F   | Lewis Coyle (Återvänder efter lån från Fleetwood Town)       |
|    | Marocko       | MF  | Ouasim Bouy (Återvänder efter lån från Zwolle)               |
|    | Sverige       | A   | Pawel Cibicki (Återvänder efter lån från IF Elfsborg)        |
|    | England       | A   | Sam Dalby (Återvänder efter lån från Morecambe)              |
|    | Spanien       | MF  | Samuel Sáiz (Återvänder efter lån från Getafe)               |
|    | England       | F   | Tom Pearce (Återvänder efter lån från Scunthorpe United)     |
|    | England       | F   | Tyler Denton (Återvänder efter lån från Peterborough United) |
|    | Nederländerna | MF  | Vurnon Anita (Återvänder efter lån från Willem II)           |
|    | Japan         | MF  | Yosuke Ideguchi (Återvänder efter lån från Greuther Fürth)   |

| Nr | Land          | Pos | Namn                                                      |
| -- | ------------- | --- | --------------------------------------------------------- |
| -  | Ghana         | A   | Caleb Ekuban (till Trabzonspor)                           |
| -  | Irland        | F   | Paudie O'Connor (till Bradford City)                      |
| -  | Nederländerna | A   | Jay-Roy Grot (Utlånad till Vitesse)                       |
| 37 | England       | A   | Isaiah Brown (Återvänder efter lån till Chelsea)          |
| 22 | England       | MF  | Jack Harrison (Återvänder efter lån till Manchester City) |

| Nr | Land          | Pos | Namn                                                      |
| -- | ------------- | --- | --------------------------------------------------------- |
| -  | Ghana         | A   | Caleb Ekuban (till Trabzonspor)                           |
| -  | Irland        | F   | Paudie O'Connor (till Bradford City)                      |
| -  | Nederländerna | A   | Jay-Roy Grot (Utlånad till Vitesse)                       |
| 37 | England       | A   | Isaiah Brown (Återvänder efter lån till Chelsea)          |
| 22 | England       | MF  | Jack Harrison (Återvänder efter lån till Manchester City) |

#### Vinterövergångar 2020
| Nr | Land | Pos | Namn |
| -- | ---- | --- | ---- |

| Nr | Land | Pos | Namn |
| -- | ---- | --- | ---- |

| Nr | Land | Pos | Namn |
| -- | ---- | --- | ---- |

| Nr | Land | Pos | Namn |
| -- | ---- | --- | ---- |

### Luton Town

#### Sommarövergångar 2019
| Nr | Land    | Pos | Namn                                                             |
| -- | ------- | --- | ---------------------------------------------------------------- |
|    | England | MF  | Callum McManaman (från Wigan Athletic)                           |
|    | England | F   | Martin Cranie (från Sheffield United)                            |
|    | England | F   | Frankie Musonda (Återvänder efter lån från Hemel Hempstead Town) |
|    | England | A   | Jake Jervis (Återvänder efter lån från Wimbledon)                |
|    | Wales   | F   | Lloyd Jones (Återvänder efter lån från Plymouth Argyle)          |

| Nr | Land    | Pos | Namn                                                             |
| -- | ------- | --- | ---------------------------------------------------------------- |
|    | England | MF  | Callum McManaman (från Wigan Athletic)                           |
|    | England | F   | Martin Cranie (från Sheffield United)                            |
|    | England | F   | Frankie Musonda (Återvänder efter lån från Hemel Hempstead Town) |
|    | England | A   | Jake Jervis (Återvänder efter lån från Wimbledon)                |
|    | Wales   | F   | Lloyd Jones (Återvänder efter lån från Plymouth Argyle)          |

| Nr | Land      | Pos | Namn                                                              |
| -- | --------- | --- | ----------------------------------------------------------------- |
| 27 | England   | A   | Aaron Jarvis (Klubb ej klar)                                      |
| 4  | Irland    | MF  | Alan McCormack (till Northampton Town)                            |
| 34 | Irland    | F   | Jack James (Klubb ej klar)                                        |
| 21 | England   | F   | Jack Senior (Klubb ej klar)                                       |
| 22 | Malta     | MF  | Luke Gambin (till Colchester United)                              |
| 2  | England   | F   | James Justin (till Leicester City)                                |
| 18 | Irland    | A   | Aaron Connolly (Återvänder efter lån till Brighton & Hove Albion) |
| 12 | England   | F   | Alex Baptiste (Återvänder efter lån till Queens Park Rangers)     |
| 24 | England   | MF  | George Thorne (Återvänder efter lån till Derby County)            |
| 23 | Skottland | A   | Jason Cummings (Återvänder efter lån till Nottingham Forest)      |

| Nr | Land      | Pos | Namn                                                              |
| -- | --------- | --- | ----------------------------------------------------------------- |
| 27 | England   | A   | Aaron Jarvis (Klubb ej klar)                                      |
| 4  | Irland    | MF  | Alan McCormack (till Northampton Town)                            |
| 34 | Irland    | F   | Jack James (Klubb ej klar)                                        |
| 21 | England   | F   | Jack Senior (Klubb ej klar)                                       |
| 22 | Malta     | MF  | Luke Gambin (till Colchester United)                              |
| 2  | England   | F   | James Justin (till Leicester City)                                |
| 18 | Irland    | A   | Aaron Connolly (Återvänder efter lån till Brighton & Hove Albion) |
| 12 | England   | F   | Alex Baptiste (Återvänder efter lån till Queens Park Rangers)     |
| 24 | England   | MF  | George Thorne (Återvänder efter lån till Derby County)            |
| 23 | Skottland | A   | Jason Cummings (Återvänder efter lån till Nottingham Forest)      |

#### Vinterövergångar 2020
| Nr | Land | Pos | Namn |
| -- | ---- | --- | ---- |

| Nr | Land | Pos | Namn |
| -- | ---- | --- | ---- |

| Nr | Land | Pos | Namn |
| -- | ---- | --- | ---- |

| Nr | Land | Pos | Namn |
| -- | ---- | --- | ---- |

### Middlesbrough

#### Sommarövergångar 2019
| Nr | Land    | Pos | Namn                                                          |
| -- | ------- | --- | ------------------------------------------------------------- |
|    | England | A   | Luke Armstrong (Återvänder efter lån från Accrington Stanley) |
|    | Danmark | A   | Martin Braithwaite (Återvänder efter lån från Leganés)        |
|    | England | MF  | Marvin Johnson (Återvänder efter lån från Sheffield United)   |
|    | England | F   | Sam Stubbs (Återvänder efter lån från Notts County)           |

| Nr | Land    | Pos | Namn                                                          |
| -- | ------- | --- | ------------------------------------------------------------- |
|    | England | A   | Luke Armstrong (Återvänder efter lån från Accrington Stanley) |
|    | Danmark | A   | Martin Braithwaite (Återvänder efter lån från Leganés)        |
|    | England | MF  | Marvin Johnson (Återvänder efter lån från Sheffield United)   |
|    | England | F   | Sam Stubbs (Återvänder efter lån från Notts County)           |

| Nr | Land                    | Pos | Namn                                                             |
| -- | ----------------------- | --- | ---------------------------------------------------------------- |
| 31 | England                 | MV  | Andy Lonergan (Klubb ej klar)                                    |
| 1  | Grekland                | MV  | Dimitrios Konstantopoulos (Klubb ej klar)                        |
| 2  | Nigeria                 | MF  | John Obi Mikel (Klubb ej klar)                                   |
| 19 | England                 | MF  | Stewart Downing (till Blackburn Rovers)                          |
| 11 | England                 | A   | Jordan Hugill (Återvänder efter lån till West Ham United)        |
| 37 | Bosnien och Hercegovina | MF  | Muhamed Bešić (Återvänder efter lån till Everton)                |
| 29 | Nederländerna           | A   | Rajiv van La Parra (Återvänder efter lån till Huddersfield Town) |
| 14 | England                 | F   | Sam McQueen (Återvänder efter lån till Southampton)              |

| Nr | Land                    | Pos | Namn                                                             |
| -- | ----------------------- | --- | ---------------------------------------------------------------- |
| 31 | England                 | MV  | Andy Lonergan (Klubb ej klar)                                    |
| 1  | Grekland                | MV  | Dimitrios Konstantopoulos (Klubb ej klar)                        |
| 2  | Nigeria                 | MF  | John Obi Mikel (Klubb ej klar)                                   |
| 19 | England                 | MF  | Stewart Downing (till Blackburn Rovers)                          |
| 11 | England                 | A   | Jordan Hugill (Återvänder efter lån till West Ham United)        |
| 37 | Bosnien och Hercegovina | MF  | Muhamed Bešić (Återvänder efter lån till Everton)                |
| 29 | Nederländerna           | A   | Rajiv van La Parra (Återvänder efter lån till Huddersfield Town) |
| 14 | England                 | F   | Sam McQueen (Återvänder efter lån till Southampton)              |

#### Vinterövergångar 2020
| Nr | Land | Pos | Namn |
| -- | ---- | --- | ---- |

| Nr | Land | Pos | Namn |
| -- | ---- | --- | ---- |

| Nr | Land | Pos | Namn |
| -- | ---- | --- | ---- |

| Nr | Land | Pos | Namn |
| -- | ---- | --- | ---- |

### Millwall

#### Sommarövergångar 2019
| Nr | Land    | Pos | Namn                                                 |
| -- | ------- | --- | ---------------------------------------------------- |
|    | Irland  | F   | Alex Pearce (från Derby County)                      |
|    | England | MV  | Frank Fielding (från Bristol City)                   |
|    | England | F   | James Brown (Återvänder efter lån från Lincoln City) |

| Nr | Land    | Pos | Namn                                                 |
| -- | ------- | --- | ---------------------------------------------------- |
|    | Irland  | F   | Alex Pearce (från Derby County)                      |
|    | England | MV  | Frank Fielding (från Bristol City)                   |
|    | England | F   | James Brown (Återvänder efter lån från Lincoln City) |

| Nr | Land       | Pos | Namn                                                  |
| -- | ---------- | --- | ----------------------------------------------------- |
| 2  | Nordirland | F   | Conor McLaughlin (Klubb ej klar)                      |
| 1  | Skottland  | MV  | Jordan Archer (Klubb ej klar)                         |
| 18 | England    | MF  | Ryan Tunnicliffe (Klubb ej klar)                      |
| -  | England    | F   | Sid Nelson (till Tranmere Rovers)                     |
| -  | England    | MV  | Tom King (till Newport County)                        |
| 16 | England    | MV  | David Martin (till West Ham United)                   |
| 20 | Wales      | A   | Steve Morison (Utlånad till Shrewsbury Town)          |
| 9  | England    | A   | Lee Gregory (till Stoke City)                         |
| 13 | England    | MV  | Ben Amos (Återvänder efter lån till Bolton Wanderers) |
| 44 | England    | MF  | Ben Marshall (Återvänder efter lån till Norwich City) |

| Nr | Land       | Pos | Namn                                                  |
| -- | ---------- | --- | ----------------------------------------------------- |
| 2  | Nordirland | F   | Conor McLaughlin (Klubb ej klar)                      |
| 1  | Skottland  | MV  | Jordan Archer (Klubb ej klar)                         |
| 18 | England    | MF  | Ryan Tunnicliffe (Klubb ej klar)                      |
| -  | England    | F   | Sid Nelson (till Tranmere Rovers)                     |
| -  | England    | MV  | Tom King (till Newport County)                        |
| 16 | England    | MV  | David Martin (till West Ham United)                   |
| 20 | Wales      | A   | Steve Morison (Utlånad till Shrewsbury Town)          |
| 9  | England    | A   | Lee Gregory (till Stoke City)                         |
| 13 | England    | MV  | Ben Amos (Återvänder efter lån till Bolton Wanderers) |
| 44 | England    | MF  | Ben Marshall (Återvänder efter lån till Norwich City) |

#### Vinterövergångar 2020
| Nr | Land | Pos | Namn |
| -- | ---- | --- | ---- |

| Nr | Land | Pos | Namn |
| -- | ---- | --- | ---- |

| Nr | Land | Pos | Namn |
| -- | ---- | --- | ---- |

| Nr | Land | Pos | Namn |
| -- | ---- | --- | ---- |

### Nottingham Forest

#### Sommarövergångar 2019
| Nr | Land      | Pos | Namn                                                    |
| -- | --------- | --- | ------------------------------------------------------- |
|    | England   | A   | Sammy Ameobi (från Bolton Wanderers)                    |
|    | USA       | MF  | Gboly Ariyibi (Återvänder efter lån från Motherwell)    |
|    | Skottland | A   | Jason Cummings (Återvänder efter lån från Luton Town)   |
|    | England   | F   | Joe Worrall (Återvänder efter lån från Rangers)         |
|    | England   | MV  | Jordan Smith (Återvänder efter lån från Mansfield Town) |
|    | England   | MF  | Jorge Grant (Återvänder efter lån från Mansfield Town)  |
|    | England   | F   | Scott Laird (Återvänder efter lån från Walsall)         |
|    | England   | A   | Tyler Walker (Återvänder efter lån från Mansfield Town) |
|    | England   | A   | Zach Clough (Återvänder efter lån från Rochdale)        |

| Nr | Land      | Pos | Namn                                                    |
| -- | --------- | --- | ------------------------------------------------------- |
|    | England   | A   | Sammy Ameobi (från Bolton Wanderers)                    |
|    | USA       | MF  | Gboly Ariyibi (Återvänder efter lån från Motherwell)    |
|    | Skottland | A   | Jason Cummings (Återvänder efter lån från Luton Town)   |
|    | England   | F   | Joe Worrall (Återvänder efter lån från Rangers)         |
|    | England   | MV  | Jordan Smith (Återvänder efter lån från Mansfield Town) |
|    | England   | MF  | Jorge Grant (Återvänder efter lån från Mansfield Town)  |
|    | England   | F   | Scott Laird (Återvänder efter lån från Walsall)         |
|    | England   | A   | Tyler Walker (Återvänder efter lån från Mansfield Town) |
|    | England   | A   | Zach Clough (Återvänder efter lån från Rochdale)        |

| Nr | Land          | Pos | Namn                                                             |
| -- | ------------- | --- | ---------------------------------------------------------------- |
| -  | Nordirland    | A   | Jamie Ward (Klubb ej klar)                                       |
| -  | Irland        | MV  | Stephen Henderson (Klubb ej klar)                                |
| 34 | Grekland      | MF  | Panagiotis Tachtsidis (till Lecce)                               |
| 2  | Algeriet      | A   | El Arbi Hillel Soudani (till Olympiakos)                         |
| -  | Grekland      | A   | Apostolos Vellios (till Atromitos)                               |
| 19 | Portugal      | A   | Diogo Gonçalves (Återvänder efter lån till Benfica)              |
| 6  | England       | MF  | Jack Colback (Återvänder efter lån till Newcastle United)        |
| -  | Brasilien     | A   | Léo Bonatini (Återvänder efter lån till Wolverhampton Wanderers) |
| 13 | Mali          | F   | Molla Wagué (Återvänder efter lån till Udinese)                  |
| 28 | Guinea-Bissau | MF  | Pelé (Återvänder efter lån till AS Monaco)                       |
| 21 | Schweiz       | F   | Saidy Janko (Återvänder efter lån till Porto)                    |
| 25 | England       | F   | Sam Byram (Återvänder efter lån till West Ham United)            |

| Nr | Land          | Pos | Namn                                                             |
| -- | ------------- | --- | ---------------------------------------------------------------- |
| -  | Nordirland    | A   | Jamie Ward (Klubb ej klar)                                       |
| -  | Irland        | MV  | Stephen Henderson (Klubb ej klar)                                |
| 34 | Grekland      | MF  | Panagiotis Tachtsidis (till Lecce)                               |
| 2  | Algeriet      | A   | El Arbi Hillel Soudani (till Olympiakos)                         |
| -  | Grekland      | A   | Apostolos Vellios (till Atromitos)                               |
| 19 | Portugal      | A   | Diogo Gonçalves (Återvänder efter lån till Benfica)              |
| 6  | England       | MF  | Jack Colback (Återvänder efter lån till Newcastle United)        |
| -  | Brasilien     | A   | Léo Bonatini (Återvänder efter lån till Wolverhampton Wanderers) |
| 13 | Mali          | F   | Molla Wagué (Återvänder efter lån till Udinese)                  |
| 28 | Guinea-Bissau | MF  | Pelé (Återvänder efter lån till AS Monaco)                       |
| 21 | Schweiz       | F   | Saidy Janko (Återvänder efter lån till Porto)                    |
| 25 | England       | F   | Sam Byram (Återvänder efter lån till West Ham United)            |

#### Vinterövergångar 2020
| Nr | Land | Pos | Namn |
| -- | ---- | --- | ---- |

| Nr | Land | Pos | Namn |
| -- | ---- | --- | ---- |

| Nr | Land | Pos | Namn |
| -- | ---- | --- | ---- |

| Nr | Land | Pos | Namn |
| -- | ---- | --- | ---- |

### Preston North End

#### Sommarövergångar 2019
| Nr | Land     | Pos | Namn                                                        |
| -- | -------- | --- | ----------------------------------------------------------- |
|    | Tyskland | F   | Patrick Bauer (från Charlton Athletic)                      |
|    | Wales    | MV  | Chris Maxwell (Återvänder efter lån från Charlton Athletic) |
|    | England  | A   | Connor Simpson (Återvänder efter lån från Carlisle United)  |
|    | Irland   | A   | Graham Burke (Återvänder efter lån från Gillingham)         |
|    | Irland   | F   | Kevin O'Connor (Återvänder efter lån från Cork City)        |

| Nr | Land     | Pos | Namn                                                        |
| -- | -------- | --- | ----------------------------------------------------------- |
|    | Tyskland | F   | Patrick Bauer (från Charlton Athletic)                      |
|    | Wales    | MV  | Chris Maxwell (Återvänder efter lån från Charlton Athletic) |
|    | England  | A   | Connor Simpson (Återvänder efter lån från Carlisle United)  |
|    | Irland   | A   | Graham Burke (Återvänder efter lån från Gillingham)         |
|    | Irland   | F   | Kevin O'Connor (Återvänder efter lån från Cork City)        |

| Nr | Land    | Pos | Namn                                                       |
| -- | ------- | --- | ---------------------------------------------------------- |
| 50 | Irland  | F   | Andy Boyle (till Dundalk)                                  |
| 52 | England | MF  | Ben Pringle (Klubb ej klar)                                |
| 53 | Belgien | F   | Marnick Vermijl (till Maastricht)                          |
| 26 | England | A   | Michael Howard (till Morecambe)                            |
| 31 | England | F   | Tom Stead (Klubb ej klar)                                  |
| 51 | England | F   | Tommy Spurr (Klubb ej klar)                                |
| 21 | England | A   | Brandon Barker (Återvänder efter lån till Manchester City) |
| 45 | England | A   | Lukas Nmecha (Återvänder efter lån till Manchester City)   |

| Nr | Land    | Pos | Namn                                                       |
| -- | ------- | --- | ---------------------------------------------------------- |
| 50 | Irland  | F   | Andy Boyle (till Dundalk)                                  |
| 52 | England | MF  | Ben Pringle (Klubb ej klar)                                |
| 53 | Belgien | F   | Marnick Vermijl (till Maastricht)                          |
| 26 | England | A   | Michael Howard (till Morecambe)                            |
| 31 | England | F   | Tom Stead (Klubb ej klar)                                  |
| 51 | England | F   | Tommy Spurr (Klubb ej klar)                                |
| 21 | England | A   | Brandon Barker (Återvänder efter lån till Manchester City) |
| 45 | England | A   | Lukas Nmecha (Återvänder efter lån till Manchester City)   |

#### Vinterövergångar 2020
| Nr | Land | Pos | Namn |
| -- | ---- | --- | ---- |

| Nr | Land | Pos | Namn |
| -- | ---- | --- | ---- |

| Nr | Land | Pos | Namn |
| -- | ---- | --- | ---- |

| Nr | Land | Pos | Namn |
| -- | ---- | --- | ---- |

### Queens Park Rangers

#### Sommarövergångar 2019
| Nr | Land       | Pos | Namn                                                         |
| -- | ---------- | --- | ------------------------------------------------------------ |
|    | Skottland  | F   | Lee Wallace (från Rangers)                                   |
|    | Skottland  | MV  | Liam Kelly (från Livingston)                                 |
|    | Frankrike  | F   | Yoann Barbet (från Brentford)                                |
|    | Nordirland | MF  | Charlie Owens (Återvänder efter lån från Wycombe Wanderers)  |
|    | England    | MF  | David Wheeler (Återvänder efter lån från Milton Keynes Dons) |
|    | Marocko    | MF  | Ilias Chair (Återvänder efter lån från Stevenage)            |
|    | Finland    | F   | Niko Hämäläinen (Återvänder efter lån från Los Angeles FC)   |
|    | Nordirland | A   | Paul Smyth (Återvänder efter lån från Accrington Stanley)    |
|    | England    | MF  | Sean Goss (Återvänder efter lån från St. Johnstone)          |
|    | Senegal    | MV  | Seny Dieng (Återvänder efter lån från Dundee)                |

| Nr | Land       | Pos | Namn                                                         |
| -- | ---------- | --- | ------------------------------------------------------------ |
|    | Skottland  | F   | Lee Wallace (från Rangers)                                   |
|    | Skottland  | MV  | Liam Kelly (från Livingston)                                 |
|    | Frankrike  | F   | Yoann Barbet (från Brentford)                                |
|    | Nordirland | MF  | Charlie Owens (Återvänder efter lån från Wycombe Wanderers)  |
|    | England    | MF  | David Wheeler (Återvänder efter lån från Milton Keynes Dons) |
|    | Marocko    | MF  | Ilias Chair (Återvänder efter lån från Stevenage)            |
|    | Finland    | F   | Niko Hämäläinen (Återvänder efter lån från Los Angeles FC)   |
|    | Nordirland | A   | Paul Smyth (Återvänder efter lån från Accrington Stanley)    |
|    | England    | MF  | Sean Goss (Återvänder efter lån från St. Johnstone)          |
|    | Senegal    | MV  | Seny Dieng (Återvänder efter lån från Dundee)                |

| Nr | Land    | Pos | Namn                                                           |
| -- | ------- | --- | -------------------------------------------------------------- |
| 15 | England | F   | Alex Baptiste (Klubb ej klar)                                  |
| 3  | England | F   | Jake Bidwell (Klubb ej klar)                                   |
| 33 | Wales   | F   | Joel Lynch (Klubb ej klar)                                     |
| 8  | England | MF  | Jordan Cousins (till Stoke City)                               |
| 23 | Polen   | MF  | Pawel Wszolek (Klubb ej klar)                                  |
| 1  | England | MV  | Matt Ingram (till Hull City)                                   |
| 5  | USA     | F   | Geoff Cameron (Återvänder efter lån till Stoke City)           |
| 32 | Bermuda | A   | Nahki Wells (Återvänder efter lån till Burnley)                |
| 16 | Israel  | A   | Tomer Hemed (Återvänder efter lån till Brighton & Hove Albion) |

| Nr | Land    | Pos | Namn                                                           |
| -- | ------- | --- | -------------------------------------------------------------- |
| 15 | England | F   | Alex Baptiste (Klubb ej klar)                                  |
| 3  | England | F   | Jake Bidwell (Klubb ej klar)                                   |
| 33 | Wales   | F   | Joel Lynch (Klubb ej klar)                                     |
| 8  | England | MF  | Jordan Cousins (till Stoke City)                               |
| 23 | Polen   | MF  | Pawel Wszolek (Klubb ej klar)                                  |
| 1  | England | MV  | Matt Ingram (till Hull City)                                   |
| 5  | USA     | F   | Geoff Cameron (Återvänder efter lån till Stoke City)           |
| 32 | Bermuda | A   | Nahki Wells (Återvänder efter lån till Burnley)                |
| 16 | Israel  | A   | Tomer Hemed (Återvänder efter lån till Brighton & Hove Albion) |

#### Vinterövergångar 2020
| Nr | Land | Pos | Namn |
| -- | ---- | --- | ---- |

| Nr | Land | Pos | Namn |
| -- | ---- | --- | ---- |

| Nr | Land | Pos | Namn |
| -- | ---- | --- | ---- |

| Nr | Land | Pos | Namn |
| -- | ---- | --- | ---- |

### Reading

#### Sommarövergångar 2019
| Nr | Land      | Pos | Namn                                                           |
| -- | --------- | --- | -------------------------------------------------------------- |
|    | Rumänien  | A   | Adrian Popa (Återvänder efter lån från Ludogorets Razgrad)     |
|    | USA       | A   | Andrija Novakovich (Återvänder efter lån från Fortuna Sittard) |
|    | Irland    | MF  | David Meyler (Återvänder efter lån från Coventry City)         |
|    | Skottland | A   | Marc McNulty (Återvänder efter lån från Hibernian)             |
|    | England   | A   | Sam Smith (Återvänder efter lån från Shrewsbury Town)          |
|    | England   | F   | Tennai Watson (Återvänder efter lån från Wimbledon)            |

| Nr | Land      | Pos | Namn                                                           |
| -- | --------- | --- | -------------------------------------------------------------- |
|    | Rumänien  | A   | Adrian Popa (Återvänder efter lån från Ludogorets Razgrad)     |
|    | USA       | A   | Andrija Novakovich (Återvänder efter lån från Fortuna Sittard) |
|    | Irland    | MF  | David Meyler (Återvänder efter lån från Coventry City)         |
|    | Skottland | A   | Marc McNulty (Återvänder efter lån från Hibernian)             |
|    | England   | A   | Sam Smith (Återvänder efter lån från Shrewsbury Town)          |
|    | England   | F   | Tennai Watson (Återvänder efter lån från Wimbledon)            |

| Nr | Land          | Pos | Namn                                                     |
| -- | ------------- | --- | -------------------------------------------------------- |
| 31 | Finland       | MV  | Anssi Jaakkola (Klubb ej klar)                           |
| 15 | Guyana        | A   | Callum Harriott (Klubb ej klar)                          |
| -  | Nederländerna | F   | Danzell Gravenberch (Klubb ej klar)                      |
| 40 | England       | MV  | George Legg (Klubb ej klar)                              |
| -  | Nederländerna | MF  | Joey van den Berg (till NEC Nijmegen)                    |
| 4  | Irland        | F   | John O'Shea (Avslutat karriären)                         |
| 5  | Irland        | F   | Paul McShane (Klubb ej klar)                             |
| 26 | Argentina     | MV  | Emiliano Martínez (Återvänder efter lån till Arsenal)    |
| 16 | England       | MF  | Lewis Baker (Återvänder efter lån till Chelsea)          |
| 19 | USA           | F   | Matt Miazga (Återvänder efter lån till Chelsea)          |
| 22 | Portugal      | A   | Nélson Oliveira (Återvänder efter lån till Norwich City) |
| 18 | England       | MF  | Ovie Ejaria (Återvänder efter lån till Liverpool)        |
| 32 | Iran          | MF  | Saeid Ezatolahi (Återvänder efter lån från Rostov)       |

| Nr | Land          | Pos | Namn                                                     |
| -- | ------------- | --- | -------------------------------------------------------- |
| 31 | Finland       | MV  | Anssi Jaakkola (Klubb ej klar)                           |
| 15 | Guyana        | A   | Callum Harriott (Klubb ej klar)                          |
| -  | Nederländerna | F   | Danzell Gravenberch (Klubb ej klar)                      |
| 40 | England       | MV  | George Legg (Klubb ej klar)                              |
| -  | Nederländerna | MF  | Joey van den Berg (till NEC Nijmegen)                    |
| 4  | Irland        | F   | John O'Shea (Avslutat karriären)                         |
| 5  | Irland        | F   | Paul McShane (Klubb ej klar)                             |
| 26 | Argentina     | MV  | Emiliano Martínez (Återvänder efter lån till Arsenal)    |
| 16 | England       | MF  | Lewis Baker (Återvänder efter lån till Chelsea)          |
| 19 | USA           | F   | Matt Miazga (Återvänder efter lån till Chelsea)          |
| 22 | Portugal      | A   | Nélson Oliveira (Återvänder efter lån till Norwich City) |
| 18 | England       | MF  | Ovie Ejaria (Återvänder efter lån till Liverpool)        |
| 32 | Iran          | MF  | Saeid Ezatolahi (Återvänder efter lån från Rostov)       |

#### Vinterövergångar 2020
| Nr | Land    | Pos | Namn                                                      |
| -- | ------- | --- | --------------------------------------------------------- |
|    | Nigeria | A   | Sone Aluko (Återvänder efter lån från Beijing Renhe)      |
|    | Italien | MV  | Vito Mannone (Återvänder efter lån från Minnesota United) |

| Nr | Land    | Pos | Namn                                                      |
| -- | ------- | --- | --------------------------------------------------------- |
|    | Nigeria | A   | Sone Aluko (Återvänder efter lån från Beijing Renhe)      |
|    | Italien | MV  | Vito Mannone (Återvänder efter lån från Minnesota United) |

| Nr | Land | Pos | Namn |
| -- | ---- | --- | ---- |

| Nr | Land | Pos | Namn |
| -- | ---- | --- | ---- |

### Sheffield Wednesday

#### Sommarövergångar 2019
| Nr | Land      | Pos | Namn                                                   |
| -- | --------- | --- | ------------------------------------------------------ |
|    | Skottland | A   | Jordan Rhodes (Återvänder efter lån från Norwich City) |

| Nr | Land      | Pos | Namn                                                   |
| -- | --------- | --- | ------------------------------------------------------ |
|    | Skottland | A   | Jordan Rhodes (Återvänder efter lån från Norwich City) |

| Nr | Land      | Pos | Namn                                                        |
| -- | --------- | --- | ----------------------------------------------------------- |
| 22 | Schweiz   | MF  | Almen Abdi (Klubb ej klar)                                  |
| 36 | Tjeckien  | F   | Daniel Pudil (Klubb ej klar)                                |
| 3  | England   | MF  | David Jones (Klubb ej klar)                                 |
| 14 | England   | A   | Gary Hooper (Klubb ej klar)                                 |
| 21 | Skottland | MF  | George Boyd (Klubb ej klar)                                 |
| 19 | Portugal  | MF  | Marco Matias (Klubb ej klar)                                |
| 38 | Marocko   | F   | Achraf Lazaar (Återvänder efter lån till Newcastle United)  |
| 7  | England   | MF  | Josh Onomah (Återvänder efter lån till Tottenham Hotspur)   |
| 34 | Jamaica   | F   | Michael Hector (Återvänder efter lån till Chelsea)          |
| 39 | England   | MF  | Rolando Aarons (Återvänder efter lån till Newcastle United) |

| Nr | Land      | Pos | Namn                                                        |
| -- | --------- | --- | ----------------------------------------------------------- |
| 22 | Schweiz   | MF  | Almen Abdi (Klubb ej klar)                                  |
| 36 | Tjeckien  | F   | Daniel Pudil (Klubb ej klar)                                |
| 3  | England   | MF  | David Jones (Klubb ej klar)                                 |
| 14 | England   | A   | Gary Hooper (Klubb ej klar)                                 |
| 21 | Skottland | MF  | George Boyd (Klubb ej klar)                                 |
| 19 | Portugal  | MF  | Marco Matias (Klubb ej klar)                                |
| 38 | Marocko   | F   | Achraf Lazaar (Återvänder efter lån till Newcastle United)  |
| 7  | England   | MF  | Josh Onomah (Återvänder efter lån till Tottenham Hotspur)   |
| 34 | Jamaica   | F   | Michael Hector (Återvänder efter lån till Chelsea)          |
| 39 | England   | MF  | Rolando Aarons (Återvänder efter lån till Newcastle United) |

#### Vinterövergångar 2020
| Nr | Land | Pos | Namn |
| -- | ---- | --- | ---- |

| Nr | Land | Pos | Namn |
| -- | ---- | --- | ---- |

| Nr | Land | Pos | Namn |
| -- | ---- | --- | ---- |

| Nr | Land | Pos | Namn |
| -- | ---- | --- | ---- |

### Stoke City

#### Sommarövergångar 2019
| Nr | Land           | Pos | Namn                                                          |
| -- | -------------- | --- | ------------------------------------------------------------- |
|    | Wales          | MV  | Adam Davies (från Barnsley)                                   |
|    | England        | MF  | Jordan Cousins (från Queens Park Rangers)                     |
|    | England        | A   | Lee Gregory (från Millwall)                                   |
|    | Skottland      | F   | Liam Lindsay (från Barnsley)                                  |
|    | England        | MF  | Nick Powell (från Wigan Athletic)                             |
|    | Irland         | F   | Stephen Ward (från Burnley)                                   |
|    | Senegal        | MF  | Badou Ndiaye (Återvänder efter lån från Galatasaray)          |
|    | Nederländerna  | F   | Erik Pieters (Återvänder efter lån från Amiens)               |
|    | USA            | F   | Geoff Cameron (Återvänder efter lån från Queens Park Rangers) |
|    | Kongo-Kinshasa | MF  | Giannelli Imbula (Återvänder efter lån från Rayo Vallecano)   |
|    | Österrike      | F   | Kevin Wimmer (Återvänder efter lån från Hannover 96)          |
|    | England        | A   | Tyrese Campbell (Återvänder efter lån från Shrewsbury Town)   |

| Nr | Land           | Pos | Namn                                                          |
| -- | -------------- | --- | ------------------------------------------------------------- |
|    | Wales          | MV  | Adam Davies (från Barnsley)                                   |
|    | England        | MF  | Jordan Cousins (från Queens Park Rangers)                     |
|    | England        | A   | Lee Gregory (från Millwall)                                   |
|    | Skottland      | F   | Liam Lindsay (från Barnsley)                                  |
|    | England        | MF  | Nick Powell (från Wigan Athletic)                             |
|    | Irland         | F   | Stephen Ward (från Burnley)                                   |
|    | Senegal        | MF  | Badou Ndiaye (Återvänder efter lån från Galatasaray)          |
|    | Nederländerna  | F   | Erik Pieters (Återvänder efter lån från Amiens)               |
|    | USA            | F   | Geoff Cameron (Återvänder efter lån från Queens Park Rangers) |
|    | Kongo-Kinshasa | MF  | Giannelli Imbula (Återvänder efter lån från Rayo Vallecano)   |
|    | Österrike      | F   | Kevin Wimmer (Återvänder efter lån från Hannover 96)          |
|    | England        | A   | Tyrese Campbell (Återvänder efter lån från Shrewsbury Town)   |

| Nr | Land      | Pos | Namn                                                |
| -- | --------- | --- | --------------------------------------------------- |
| 16 | Skottland | MF  | Charlie Adam (Klubb ej klar)                        |
| 24 | Skottland | MF  | Darren Fletcher (Klubb ej klar)                     |
| 29 | Danmark   | MV  | Jakob Haugaard (Klubb ej klar)                      |
| 5  | Wales     | F   | Ashley Williams (Återvänder efter lån till Everton) |

| Nr | Land      | Pos | Namn                                                |
| -- | --------- | --- | --------------------------------------------------- |
| 16 | Skottland | MF  | Charlie Adam (Klubb ej klar)                        |
| 24 | Skottland | MF  | Darren Fletcher (Klubb ej klar)                     |
| 29 | Danmark   | MV  | Jakob Haugaard (Klubb ej klar)                      |
| 5  | Wales     | F   | Ashley Williams (Återvänder efter lån till Everton) |

#### Vinterövergångar 2020
| Nr | Land | Pos | Namn |
| -- | ---- | --- | ---- |

| Nr | Land | Pos | Namn |
| -- | ---- | --- | ---- |

| Nr | Land | Pos | Namn |
| -- | ---- | --- | ---- |

| Nr | Land | Pos | Namn |
| -- | ---- | --- | ---- |

### Swansea City

#### Sommarövergångar 2019
| Nr | Land      | Pos | Namn                                                               |
| -- | --------- | --- | ------------------------------------------------------------------ |
|    | Ghana     | A   | André Ayew (Återvänder efter lån från Fenerbahce)                  |
|    | Spanien   | A   | Borja Bastón (Återvänder efter lån från Alavés)                    |
|    | Skottland | A   | Botti Biabi (Återvänder efter lån från Macclesfield Town)          |
|    | Ecuador   | MF  | Jefferson Montero (Återvänder efter lån från West Bromwich Albion) |

| Nr | Land      | Pos | Namn                                                               |
| -- | --------- | --- | ------------------------------------------------------------------ |
|    | Ghana     | A   | André Ayew (Återvänder efter lån från Fenerbahce)                  |
|    | Spanien   | A   | Borja Bastón (Återvänder efter lån från Alavés)                    |
|    | Skottland | A   | Botti Biabi (Återvänder efter lån från Macclesfield Town)          |
|    | Ecuador   | MF  | Jefferson Montero (Återvänder efter lån från West Bromwich Albion) |

| Nr | Land            | Pos | Namn                                                                 |
| -- | --------------- | --- | -------------------------------------------------------------------- |
| 8  | Nederländerna   | MF  | Leroy Fer (Klubb ej klar)                                            |
| 11 | Nederländerna   | MF  | Luciano Narsingh (Klubb ej klar)                                     |
| 3  | Sverige         | F   | Martin Olsson (Klubb ej klar)                                        |
| -  | Elfenbenskusten | A   | Wilfried Bony (Klubb ej klar)                                        |
| 20 | Wales           | MF  | Daniel James (till Manchester United)                                |
| 17 | USA             | F   | Cameron Carter-Vickers (Återvänder efter lån till Tottenham Hotspur) |

| Nr | Land            | Pos | Namn                                                                 |
| -- | --------------- | --- | -------------------------------------------------------------------- |
| 8  | Nederländerna   | MF  | Leroy Fer (Klubb ej klar)                                            |
| 11 | Nederländerna   | MF  | Luciano Narsingh (Klubb ej klar)                                     |
| 3  | Sverige         | F   | Martin Olsson (Klubb ej klar)                                        |
| -  | Elfenbenskusten | A   | Wilfried Bony (Klubb ej klar)                                        |
| 20 | Wales           | MF  | Daniel James (till Manchester United)                                |
| 17 | USA             | F   | Cameron Carter-Vickers (Återvänder efter lån till Tottenham Hotspur) |

#### Vinterövergångar 2020
| Nr | Land | Pos | Namn |
| -- | ---- | --- | ---- |

| Nr | Land | Pos | Namn |
| -- | ---- | --- | ---- |

| Nr | Land | Pos | Namn |
| -- | ---- | --- | ---- |

| Nr | Land | Pos | Namn |
| -- | ---- | --- | ---- |

### West Bromwich Albion

#### Sommarövergångar 2019
| Nr | Land      | Pos | Namn                                                             |
| -- | --------- | --- | ---------------------------------------------------------------- |
|    | Kamerun   | F   | Allan Nyom (Återvänder efter lån från Leganés)                   |
|    | Venezuela | A   | José Salomón Rondón (Återvänder efter lån från Newcastle United) |
|    | Skottland | A   | Oliver Burke (Återvänder efter lån från Celtic)                  |

| Nr | Land      | Pos | Namn                                                             |
| -- | --------- | --- | ---------------------------------------------------------------- |
|    | Kamerun   | F   | Allan Nyom (Återvänder efter lån från Leganés)                   |
|    | Venezuela | A   | José Salomón Rondón (Återvänder efter lån från Newcastle United) |
|    | Skottland | A   | Oliver Burke (Återvänder efter lån från Celtic)                  |

| Nr | Land      | Pos | Namn                                                         |
| -- | --------- | --- | ------------------------------------------------------------ |
| 13 | Wales     | MV  | Boaz Myhill (Klubb ej klar)                                  |
| 18 | England   | MF  | Gareth Barry (Klubb ej klar)                                 |
| 7  | Skottland | MF  | James Morrison (Klubb ej klar)                               |
| 12 | England   | F   | Tyrone Mears (Klubb ej klar)                                 |
| 22 | Irland    | MF  | Wes Hoolahan (Klubb ej klar)                                 |
| 40 | England   | F   | Kyle Howkins (till Newport County)                           |
| 16 | England   | A   | Dwight Gayle (Återvänder efter lån till Newcastle United)    |
| 70 | England   | MF  | Jacob Murphy (Återvänder efter lån till Newcastle United)    |
| 15 | Ecuador   | MF  | Jefferson Montero (Återvänder efter lån till Swansea City)   |
| 68 | England   | F   | Mason Holgate (Återvänder efter lån till Everton)            |
| 6  | Norge     | MF  | Stefan Johansen (Återvänder efter lån till Fulham)           |
| 24 | England   | F   | Tosin Adarabioyo (Återvänder efter lån till Manchester City) |

| Nr | Land      | Pos | Namn                                                         |
| -- | --------- | --- | ------------------------------------------------------------ |
| 13 | Wales     | MV  | Boaz Myhill (Klubb ej klar)                                  |
| 18 | England   | MF  | Gareth Barry (Klubb ej klar)                                 |
| 7  | Skottland | MF  | James Morrison (Klubb ej klar)                               |
| 12 | England   | F   | Tyrone Mears (Klubb ej klar)                                 |
| 22 | Irland    | MF  | Wes Hoolahan (Klubb ej klar)                                 |
| 40 | England   | F   | Kyle Howkins (till Newport County)                           |
| 16 | England   | A   | Dwight Gayle (Återvänder efter lån till Newcastle United)    |
| 70 | England   | MF  | Jacob Murphy (Återvänder efter lån till Newcastle United)    |
| 15 | Ecuador   | MF  | Jefferson Montero (Återvänder efter lån till Swansea City)   |
| 68 | England   | F   | Mason Holgate (Återvänder efter lån till Everton)            |
| 6  | Norge     | MF  | Stefan Johansen (Återvänder efter lån till Fulham)           |
| 24 | England   | F   | Tosin Adarabioyo (Återvänder efter lån till Manchester City) |

#### Vinterövergångar 2020
| Nr | Land | Pos | Namn |
| -- | ---- | --- | ---- |

| Nr | Land | Pos | Namn |
| -- | ---- | --- | ---- |

| Nr | Land | Pos | Namn |
| -- | ---- | --- | ---- |

| Nr | Land | Pos | Namn |
| -- | ---- | --- | ---- |

### Wigan Athletic

#### Sommarövergångar 2019
| Nr | Land     | Pos | Namn                                                           |
| -- | -------- | --- | -------------------------------------------------------------- |
|    | England  | A   | Callum Lang (Återvänder efter lån från Oldham Athletic)        |
|    | Portugal | MF  | Leonardo da Silva Lopes (Återvänder efter lån från Gillingham) |

| Nr | Land     | Pos | Namn                                                           |
| -- | -------- | --- | -------------------------------------------------------------- |
|    | England  | A   | Callum Lang (Återvänder efter lån från Oldham Athletic)        |
|    | Portugal | MF  | Leonardo da Silva Lopes (Återvänder efter lån från Gillingham) |

| Nr | Land           | Pos | Namn                                                                |
| -- | -------------- | --- | ------------------------------------------------------------------- |
| 15 | England        | MF  | Callum McManaman (till Luton Town)                                  |
| 4  | Irland         | MF  | Darron Gibson (Klubb ej klar)                                       |
| 37 | England        | MV  | Dan Lavercombe (Klubb ej klar)                                      |
| 8  | England        | A   | James Vaughan (till Bradford City)                                  |
| 30 | Sverige        | F   | Jonas Olsson (Klubb ej klar)                                        |
| 16 | Wales          | MF  | Shaun MacDonald (till Rotherham United)                             |
| 25 | England        | MF  | Nick Powell (till Stoke City)                                       |
| 7  | Skottland      | MF  | Jamie Walker (till Hearts)                                          |
| 3  | USA            | F   | Antonee Robinson (Återvänder efter lån till Everton)                |
| 14 | Kongo-Kinshasa | MF  | Beni Baningime (Återvänder efter lån till Everton)                  |
| 1  | England        | MV  | Christian Walton (Återvänder efter lån till Brighton & Hove Albion) |
| 28 | England        | A   | Leon Clarke (Återvänder efter lån till Sheffield United)            |
| 12 | England        | F   | Reece James (Återvänder efter lån till Chelsea)                     |

| Nr | Land           | Pos | Namn                                                                |
| -- | -------------- | --- | ------------------------------------------------------------------- |
| 15 | England        | MF  | Callum McManaman (till Luton Town)                                  |
| 4  | Irland         | MF  | Darron Gibson (Klubb ej klar)                                       |
| 37 | England        | MV  | Dan Lavercombe (Klubb ej klar)                                      |
| 8  | England        | A   | James Vaughan (till Bradford City)                                  |
| 30 | Sverige        | F   | Jonas Olsson (Klubb ej klar)                                        |
| 16 | Wales          | MF  | Shaun MacDonald (till Rotherham United)                             |
| 25 | England        | MF  | Nick Powell (till Stoke City)                                       |
| 7  | Skottland      | MF  | Jamie Walker (till Hearts)                                          |
| 3  | USA            | F   | Antonee Robinson (Återvänder efter lån till Everton)                |
| 14 | Kongo-Kinshasa | MF  | Beni Baningime (Återvänder efter lån till Everton)                  |
| 1  | England        | MV  | Christian Walton (Återvänder efter lån till Brighton & Hove Albion) |
| 28 | England        | A   | Leon Clarke (Återvänder efter lån till Sheffield United)            |
| 12 | England        | F   | Reece James (Återvänder efter lån till Chelsea)                     |

#### Vinterövergångar 2020
| Nr | Land | Pos | Namn |
| -- | ---- | --- | ---- |

| Nr | Land | Pos | Namn |
| -- | ---- | --- | ---- |

| Nr | Land | Pos | Namn |
| -- | ---- | --- | ---- |

| Nr | Land | Pos | Namn |
| -- | ---- | --- | ---- |